# 게베하
게베하(코사어: Gqeberha), 이전 명칭 포트엘리자베스(영어: Port Elizabeth, 문화어: 포트일리저버쓰)는 남아프리카 공화국 이스턴케이프 주의 도시다. Nelson Mandela Bay Metropolitan Municipality의 일원으로 면적은 메트로(해당지자체) 기준 1,959km2며 인구는 2011년 현재 약 115만명이다. 도시자체는 면적 251.03km2에 인구 312,392명으로 도시와 도시권 모두 이 나라에서 다섯번째로 크다. 케이프 타운에서 770 km 떨어진 곳에 위치하고 있으며, '다정한 도시' 또는 16km에 달하는 알고아 만을 따라 위치해 있기 때문에 '바람의 도시'라는 별칭이 있는 도시이다. 남아프리카 공화국의 수상 스포츠의 명소 중의 하나로 아프리카 수상 스포츠의 수로로 불리기도 한다.
게베하는 1820년 영국 정착민들을 위해 도시로 개발되었으며, 당시는 케이프 콜로니와 코사 족과의 경계를 강화하시키고자하는 의도로 세워졌다. 현재는 130만명 이상이 살고 있는 넬슨만델라베이 메트로폴리탄 지구를 형성하고 있다.
게베하는 스웨덴의 도시 예테보리, 미국 플로리다의 잭슨빌, 캘리포니아의 팜 데저트와 자매도시를 맺고 있다.
2021년에 도시의 정식 명칭이 "포트엘리자베스"에서 "게베하"로 변경되었다.

## 역사
현재 알고아 만이라고 불리는 현재의 지역은 10만년 전에 산 족(부시맨)이 사냥과 채집을 위해 정작하던 곳이었다. 2000년 전에는 코사 족의 농경 인구가 북쪽에서 이곳으로 이주하여 이 지역의 특징을 이루게 되었다.
이 지역에 방문한 최초의 유럽인은 포르투갈 탐험가인 《바르톨로메우 디아스》였으며, 1488년 앨고어 만의 성 크로익스 섬에 상륙을 했다. 그리고 1497년 《바스코 다 가마》가 《버드 섬》 근처에 상륙을 했다. 유럽인들에게 이 지역은 수 세기동안 단지 물을 얻기 위해 잠깐 상륙하는 지역으로만 사용되었다.
이 지역은 케이프 콜로니의 일부이며, 1652년 네덜란드 동인도 회사에 의해 설립된 이후로, 1910년 결성된 남아프리카 연방과의 사이에 굴곡진 역사를 가지고 있다.

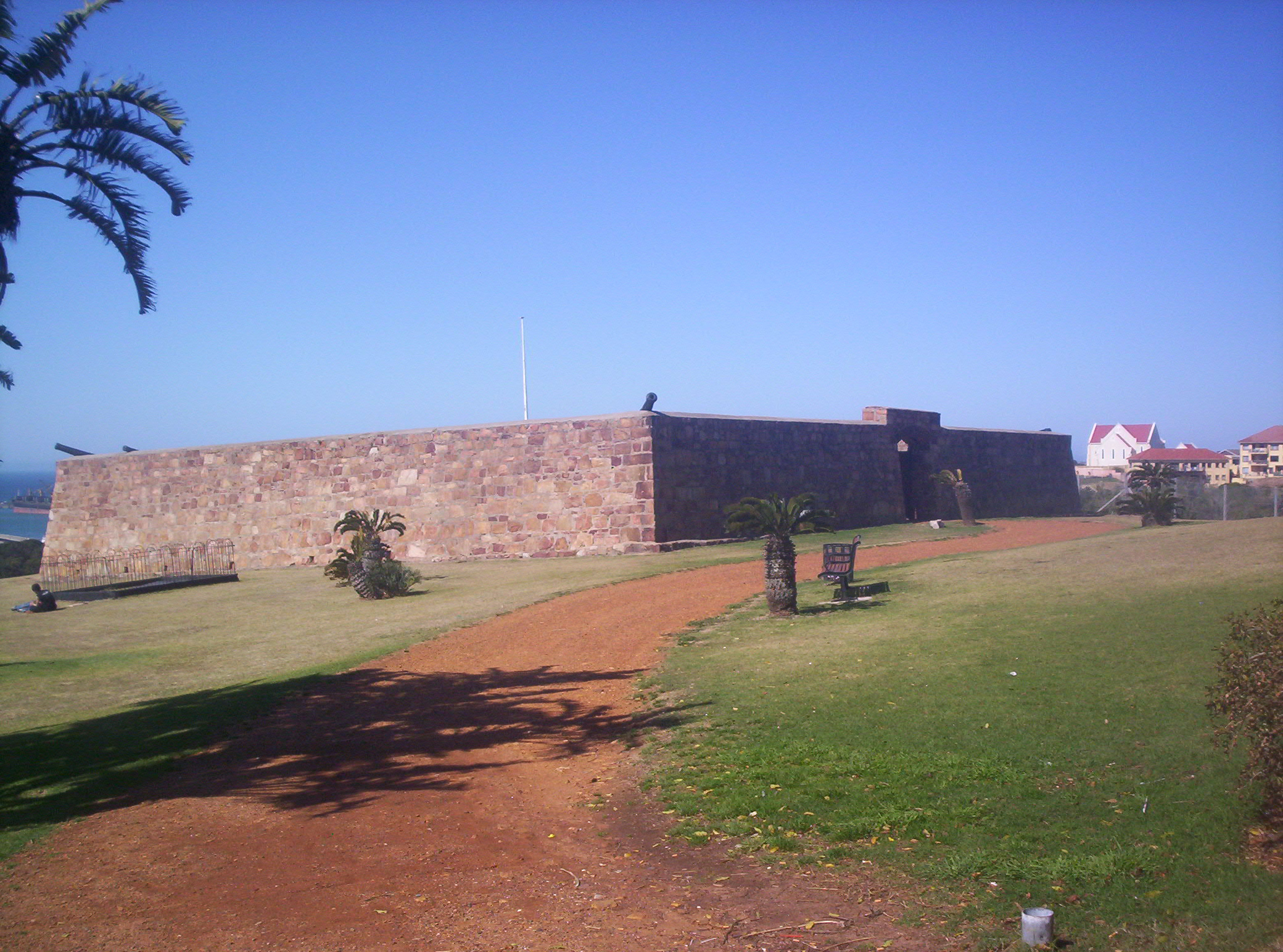
포트 프레드릭

1799년 나폴레옹 전쟁 동안 이곳을 점령한 영국이 돌로 쌓아올린 프레드릭 요새를 지었다. 이것은 당시 요크 대공의 이름을 따서 지었으며, 이 성채는 혹시나 있을 지 모르는 프랑스 군대의 상륙을 방어하기 위한 목적으로 이후 포트엘리자베스라고 불리게 된 지역에 지어졌고, 현재는 기념물이 되었다.
포트엘리자베스는 영국에서 이주민을 남아프리카에서 정착시키기 위해 1820년에 설립되었다. 또한 호전적인 코사 족 때문에 케이프 식민지와 코사 족과 경계를 강화하기 위한 수단으로도 설립된 것이다.
'포트 엘리자베스'라는 지명은 식민지 총독 대리로 있던 루덴스 단 킨 경이 전 임지인 인도에서 사망한 그의 아내 엘리자베스를 추모하기 위해 세운 비석에서 그 이름이 유래하였다.

## 기후
이 바람의 도시(별칭)는 아열대성 기후를 가지고 있으며, 연 중 가벼운 비를 뿌린다. 이 지역은 웨스턴케이프 주의 지중해성 기후에서 동반되는 겨울 강수와 동남아프리카 지역에서 발생하는 여름 강수의 중간 지대에 있다. 바람은 시원하지만, 부드럽고, 여름은 따듯하지만, 남아프리카 동쪽 지역의 다른 지역들과 비교하면 꽤나 다습하며 더운 편이다.
| 게베하의 기후                                                            | 게베하의 기후 | 게베하의 기후 | 게베하의 기후 | 게베하의 기후 | 게베하의 기후 | 게베하의 기후 | 게베하의 기후 | 게베하의 기후 | 게베하의 기후 | 게베하의 기후 | 게베하의 기후 | 게베하의 기후 | 게베하의 기후 |
| 월                                                                       | 1월           | 2월           | 3월           | 4월           | 5월           | 6월           | 7월           | 8월           | 9월           | 10월          | 11월          | 12월          | 연간          |
| ------------------------------------------------------------------------ | ------------- | ------------- | ------------- | ------------- | ------------- | ------------- | ------------- | ------------- | ------------- | ------------- | ------------- | ------------- | ------------- |
| 역대 최고 기온 °C (°F)                                                   | 39.0 (102.2)  | 40.0 (104.0)  | 40.7 (105.3)  | 39.0 (102.2)  | 35.4 (95.7)   | 32.4 (90.3)   | 33.1 (91.6)   | 36.8 (98.2)   | 39.7 (103.5)  | 39.8 (103.6)  | 40.2 (104.4)  | 36.0 (96.8)   | 40.7 (105.3)  |
| 일평균 최고 기온 °C (°F)                                                 | 25.7 (78.3)   | 26.1 (79.0)   | 25.0 (77.0)   | 23.3 (73.9)   | 22.1 (71.8)   | 20.6 (69.1)   | 20.2 (68.4)   | 20.0 (68.0)   | 20.4 (68.7)   | 21.4 (70.5)   | 22.7 (72.9)   | 24.4 (75.9)   | 22.6 (72.7)   |
| 일일 평균 기온 °C (°F)                                                   | 21.6 (70.9)   | 21.9 (71.4)   | 20.6 (69.1)   | 18.5 (65.3)   | 16.6 (61.9)   | 14.5 (58.1)   | 14.1 (57.4)   | 14.6 (58.3)   | 15.6 (60.1)   | 17.1 (62.8)   | 18.5 (65.3)   | 20.2 (68.4)   | 17.8 (64.0)   |
| 일평균 최저 기온 °C (°F)                                                 | 17.4 (63.3)   | 17.6 (63.7)   | 16.2 (61.2)   | 13.6 (56.5)   | 11.0 (51.8)   | 8.3 (46.9)    | 7.9 (46.2)    | 9.1 (48.4)    | 10.7 (51.3)   | 12.8 (55.0)   | 14.2 (57.6)   | 16.0 (60.8)   | 12.9 (55.2)   |
| 역대 최저 기온 °C (°F)                                                   | 7.4 (45.3)    | 7.9 (46.2)    | 7.0 (44.6)    | 4.4 (39.9)    | −0.3 (31.5)   | −0.5 (31.1)   | −0.5 (31.1)   | −0.2 (31.6)   | 1.5 (34.7)    | 3.0 (37.4)    | 5.6 (42.1)    | 6.5 (43.7)    | −0.5 (31.1)   |
| 평균 강수량 mm (인치)                                                    | 33.0 (1.30)   | 39.3 (1.55)   | 46.2 (1.82)   | 48.5 (1.91)   | 46.9 (1.85)   | 51.7 (2.04)   | 51.4 (2.02)   | 72.1 (2.84)   | 47.3 (1.86)   | 56.2 (2.21)   | 56.6 (2.23)   | 42.2 (1.66)   | 591.5 (23.29) |
| 평균 강수일수 (≥ 1.0 mm)                                                 | 5.4           | 5.3           | 6.2           | 5.5           | 5.1           | 5.4           | 5.7           | 6.6           | 6.6           | 6.4           | 6.8           | 6.0           | 71.1          |
| 평균 상대 습도 (%)                                                       | 77            | 80            | 81            | 80            | 76            | 73            | 74            | 76            | 77            | 78            | 78            | 77            | 77            |
| 평균 월간 일조시간                                                       | 259.3         | 221.2         | 231.4         | 216.9         | 215.9         | 208.4         | 224.4         | 234.4         | 228.9         | 231.4         | 242.4         | 257.7         | 2,772.1       |
| 출처 1: 미국 해양대기청 (평년값: 1991년~2020년, 상대습도: 1961년~1990년) |               |               |               |               |               |               |               |               |               |               |               |               |               |
| 출처 2: 독일 기상청 (극값: 1936년~1990년), 남아프리카 공화국 기상청      |               |               |               |               |               |               |               |               |               |               |               |               |               |

## 인구
| 연도  | 인구    | ±%     |
| ----- | ------- | ------ |
| 1985  | 272,844 | —      |
| 1991  | 303,353 | +11.2% |
| 2001  | 237,503 | −21.7% |
| 2011  | 312,392 | +31.5% |
| [ 6 ] |         |        |

## 산업
아프리카 자동차 산업의 근거지이다. 제너럴 모터스(훔메르), 폭스바겐, 포드 자동차, 콘티넨탈 타이어 공장이 있다. 그 외에도 전기 배선이나 배터리 등의 자동차 부품 공장이 늘어서 있다.
게베하는 주요 항구로 남반구에서 주요 광석의 하적 시설을 가지고 있다. 지속적인 발전의 과정으로 확장된 항만 시설을 가진 새로운 산업단지가 코에가(Coega)에 지어지고 있다.

## 교통

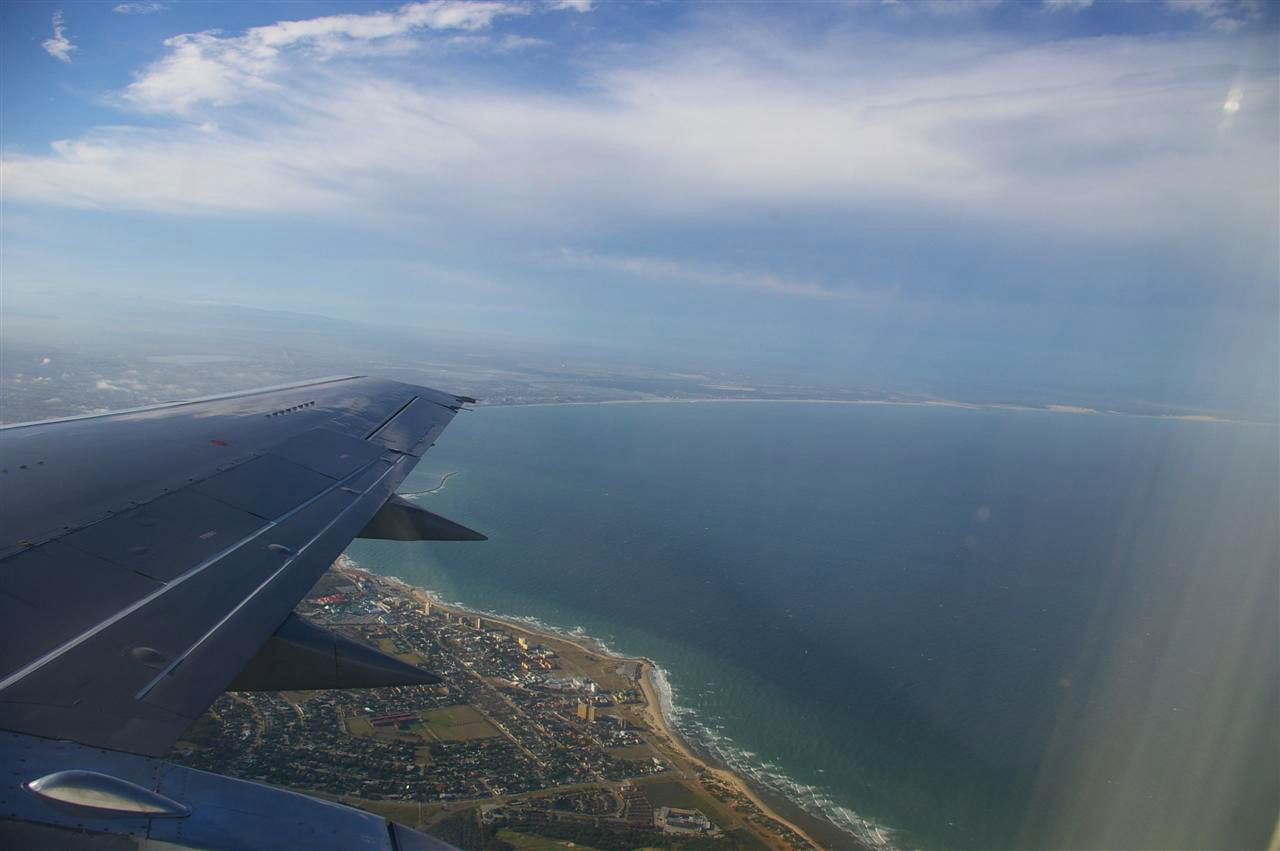
알고아 만

### 항공
치프 다위드 스터먼 국제공항이 있다. 케이프타운, 더반, 이스트런던, 블룸폰테인, 요하네스버그 등을 오간다. 2010년 남아공 월드컵에 맞춰 활주로가 증설되었다.
- 고속도로
  - N2 (가든 루트)
- 철도
  - 스뽀루넷
    - 포트 엘리자베스 역

  - 애플익스프레스
- 디아즈 익스프레스

## 스포츠
축구 경기장으로 넬슨만델라베이 경기장이 시가지의 북서쪽 4km에 신설되어 2010년 FIFA 월드컵 경기장의 하나로 사용되었다.
- 크리켓 경기장
  - 세인트 조지스 파크 - 경기장의 명칭은 기독교 성도게오르기우스의이 유래.
- 럭비
  - 아프리카 본바즈
- 레이싱장
  - 알도 스쿠리반테 서킷

### 2010년 FIFA 월드컵 일정
| 날짜            | 시간  | 국가1        | 국가2    | 기타 |
| --------------- | ----- | ------------ | -------- | ---- |
| 2010년 7월 12일 | 13:30 | 대한민국     | 그리스   | -    |
| 2010년 7월 15일 | 16:00 | 코트디부아르 | 포르투갈 | -    |
| 2010년 7월 18일 | 13:30 | 독일         | 세르비아 | -    |
| 2010년 7월 21일 | 16:00 | 칠레         | 스위스   | -    |
| 2010년 7월 23일 | 16:00 | 슬로베니아   | 잉글랜드 | -    |

## 이 지역 출신 유명인
- 대니 조단 (Danny Jordaan) - 2010년 남아공 월드컵 조직위원장
- 스티븐 피에나르 (Steven Pienaar) - 축구 선수, 에버튼 FC
- 샤크버그 -럭비 선수
- 렌 킬린 - 럭비 선수
- 조 밴 니에케르크 -럭비 선수
- 숀 필립스
- 그램 폴락 - 크리켓 선수
- 피터 폴락 - 크리켓 선수
- 웨인 파넬 - 크리켓 선수
- 로빈 피터슨 - 크리켓 선수
- 애쉬엘 프린스 - 크리켓 선수

## 같이 보기
- 2010년 FIFA 월드컵

## 우호 도시
- 스웨덴 예테보리
- 미국 잭슨빌
- 미국 캘리포니아주 Palm Desert